# Jakki Degg

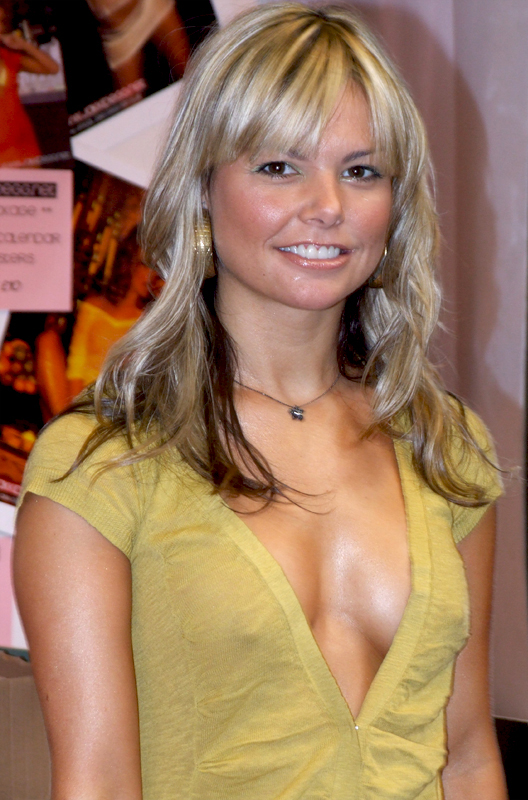
Jakki Degg

Jakki Degg (Stone, Staffordshire, 20 de Fevereiro de 1978) é uma modelo inglesa. 
Jakki tornou-se famosa quando ganhou a primeira competição da Max Power magazine. Após esse primeiro prémio, tornou-se modelo da famosa página 3 do jornal inglês The Sun, e apareceu em topless e seminua para magazines como Front.
Apareceu em televisão várias vezes, incluindo a edição especial de modelos de glamour The Weakest Link (BBC1), teve um pequeno papel no filme Is Harry on the Boat? (Sky One) e teve o papel principal na curta-metragem Remember My Dream, realizada por João Costa Menezes. Apareceu também no filme americano Eurotrip.
Mais recentemente, Jakki deixou de aparecer em topless e passou a aparecer mais vestida. Contudo, voltou a aparecer na página 3 do Sun em Agosto de 2006, após 4 anos de ausência.
Em Outubro de 2006 Jakki comentou numa entrevista a um magazine que consideraria posar nua para a Playboy, se fosse capa da revista e se "o dinheiro fosse bom".